# Kopparvallen (Åtvidaberg)
Kopparvallen is een voetbalstadion in de Zweedse plaats Åtvidaberg. Het stadion bestond al in 1907 maar kreeg pas een naam in 1936. Het heeft een capaciteit van 8.000 toeschouwers.

## Geschiedenis
Op 27 oktober 1915 werd besloten dat er een sportveld zou komen op een moeras, dat eerst eigendom was van Åtvidabergs Förenade Industrier. Dankzij een subsidie van 15.000 Zweedse kronen en enkele bijdragen uit de bedrijfswereld werd in 1919 begonnen met het aanleggen van een voetbalveld en een atletiekbaan. In 1920 werden de hekken geplaatst, waardoor in 1920 de eerste wedstrijd kon worden gespeeld.
In de jaren dertig van de twintigste eeuw werd de hoofdtribune gebouwd. Omdat deze een kulturmärkning heeft, mag hij niet verplaatst of omgebouwd worden.
Van 1965 tot 1971 werden er renovatiewerkzaamheden uitgevoerd: verbeterde voorzieningen voor drainage werden aangelegd, het speelveld werd uitgebreid naar 105 bij 65 meter en er werd een nieuwe tribune aan de voorzijde geplaatst. Tevens werd de ingang vernieuwd en werd er een toiletgebouw geplaatst. In 1968 werd ook een clubhuis gebouwd, dat afbrandde in 1992. In 1994 werd met behulp van de gemeente het nieuwe clubhuis geopend.
In 2000 werd de atletiekbaan rondom het veld verwijderd. Ook kreeg een deel van het stadion een renovatie, net zoals het veld. Aan de achterzijde van het veld werd in 2012 een nieuwe tribune geplaatst. Deze biedt plaats aan 2.000 toeschouwers.